# Drymarchon couperi
Drymarchon couperi е вид влечуго от семейство Смокообразни (Colubridae).

## Разпространение
Видът е разпространен в САЩ.